# Modern Quarterly
Modern Quarterly, también Modern Monthly, fue una revista estadounidense editada entre 1923 y 1940.

## Historia
Publicada entre 1923 y 1940, fue fundada por V. F. Calverton, que también fue su editor. Entre 1933 y 1938 apareció bajo el título Modern Monthly.
Se trataba de una revista de crítica literaria marxista. La publicación evolucionó a lo largo de la década de 1920 a posturas críticas con el régimen de la Unión Soviética, con un acercamiento al trotskismo. En ella colaboraron autores y artistas como Edmund Wilson, Max Eastman, John Dewey, Mike Gold, Sidney Hook o Diego Rivera, entre otros.